# Mike Vickers
Mike Vickers właśc. Michael Graham Vickers (ur. 18 kwietnia 1940 w Southampton w Anglii) – muzyk brytyjski.
W latach 60. występował w zespole Manfred Mann.
Vickers był kompozytorem oraz wykonawcą nagrań do seriali oraz programów telewizyjnych. Skomponował m.in. utwór "Visitation" (1971), który został użyty jako czołówka dźwiękowa w programie Sonda.